# Păltineasa
Păltineasa – wieś w Rumunii, w okręgu Bistrița-Năsăud, w gminie Spermezeu. W 2011 roku liczyła 98 mieszkańców.